# Clowns
Clowns — австралійський панк-рок гурт із Мельбурна, штат Вікторія,  створений у 2009 році.  Станом на 2024 рік гурт Clowns випустив п’ять студійних альбомів: I’m Not Right (2013), Bad Blood (2015), Lucid Again (2017), Nature / Nurture (2019) і Endless (2023). А також один мініальбом Clowns EP (2010). 
Альбом «Nature/Nurture» був номінований на премію ARIA Award 2019 як найкращий хард-рок або хеві-метал альбом.

## Учасники гурту
Поточні
- Стіві Вільямс (Stevie Williams) — головний вокал (2009—теперішній час)
- Джейк Ладерман (Jake Laderman) — барабани (2009—теперішній час)
- Джаррод Гун (Jarrod Goon) — гітара (2015—теперішній час)
- Ханні Тілбрук (Hanny Tilbrook) — бас-гітара, бек-вокал (2016—теперішній час)
- Кемерон Раст (Cameron Rust) — гітара (з 2021 року)

Колишні
- Джо Гансен (Joe Hansen) — гітара (2009–2015)
- Джеймс Ахерн (James Ahern) — бас (2009–2016)
- Вілл Робінсон (Will Robinson) — гітара (2016–2021), бас (2016)

## Дискографія

### Студійні альбоми
| Назва          | Додаткова інформація                                                                                  | Пікові позиції в чартах |
| Назва          | Додаткова інформація                                                                                  | AUS                     |
| -------------- | --- | ----------------------- |
| I'm Not Right  | - Дата релізу: 10 жовтня 2013 - Лейбл: Poison City (PCR072) - Формат: CD, vinyl, цифрове завантаження | —                       |
| Bad Blood      | - Дата релізу: 20 лютого 2015 - Лейбл: Poison City (PCR102) - Формат: CD, vinyl, цифрове завантаження | —                       |
| Lucid Again    | - Дата релізу: 12 травня 2017 - Лейбл: Poison City (PCR135) - Формат: Digital download, CD, vinyl     | —                       |
| Nature/Nurture | - Дата релізу: 12 квітня 2019 - Лейбл: Damaged (DRC-001) - Формат: CD, vinyl, цифрове завантаження    | 31                      |
| Endless        | - Дата релізу: 20 жовтня 2023 - Лейбл: Damaged - Формат: CD, vinyl, цифрове завантаження              | 36                      |

### Мініальбоми
| Назва     | Додаткова інформація                                                   | Пікові позиції в чартах |
| Назва     | Додаткова інформація                                                   | AUS                     |
| --------- | ---------------------------------------------------------------------- | ----------------------- |
| Clowns EP | - Дата релізу: 2010 - Лейбл: Clowns - Формат: CD, цифрове завантаження | —                       |